# Farkaslyuk
Farkaslyuk ist eine ungarische Gemeinde im Kreis Ózd im Komitat Borsod-Abaúj-Zemplén.

## Geografische Lage
Farkaslyuk liegt in Nordungarn, 50 Kilometer nordwestlich des Komitatssitzes Miskolc und dreieinhalb Kilometer südlich der Kreisstadt Ózd. Die Nachbargemeinde Csernely liegt fünf Kilometer südlich.

## Sehenswürdigkeiten
- Bergbau-Gedenkpark (Bányász emlékpark)
- Römisch-katholische Kirche Szent István király
- Szent-Borbála-Statue (Szent Borbála-szobra)

## Verkehr
Durch Farkaslyuk verläuft die Landstraße Nr. 2508. Der nächstgelegene Bahnhof befindet sich in Ózd.

## Bilder

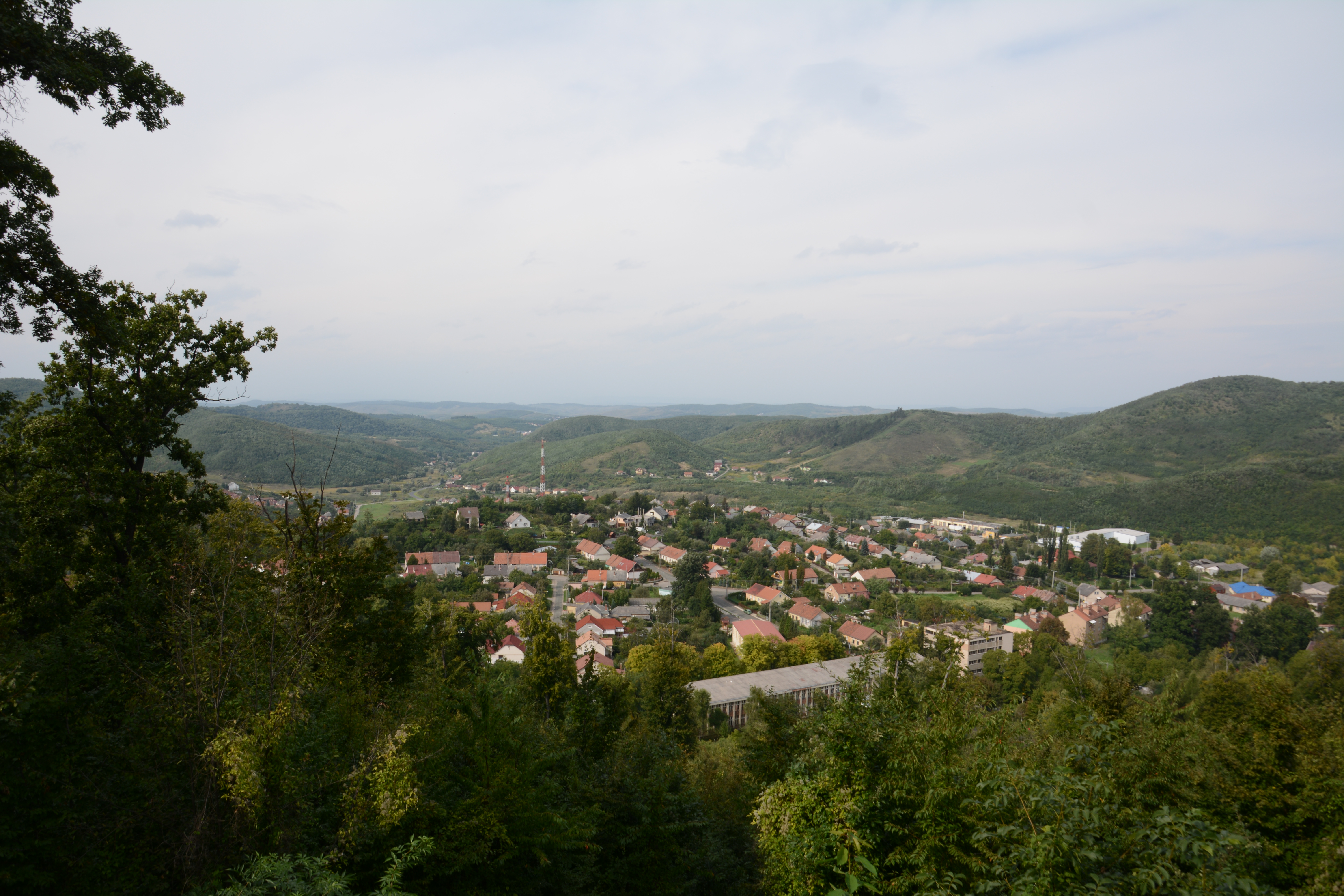
Blick auf Farkaslyuk
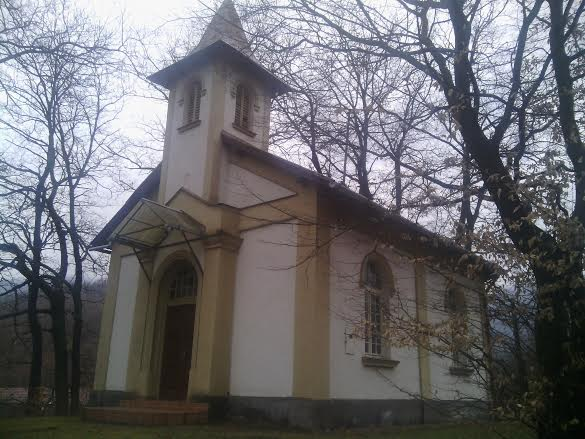
Röm.-kath. Kirche Szent István király
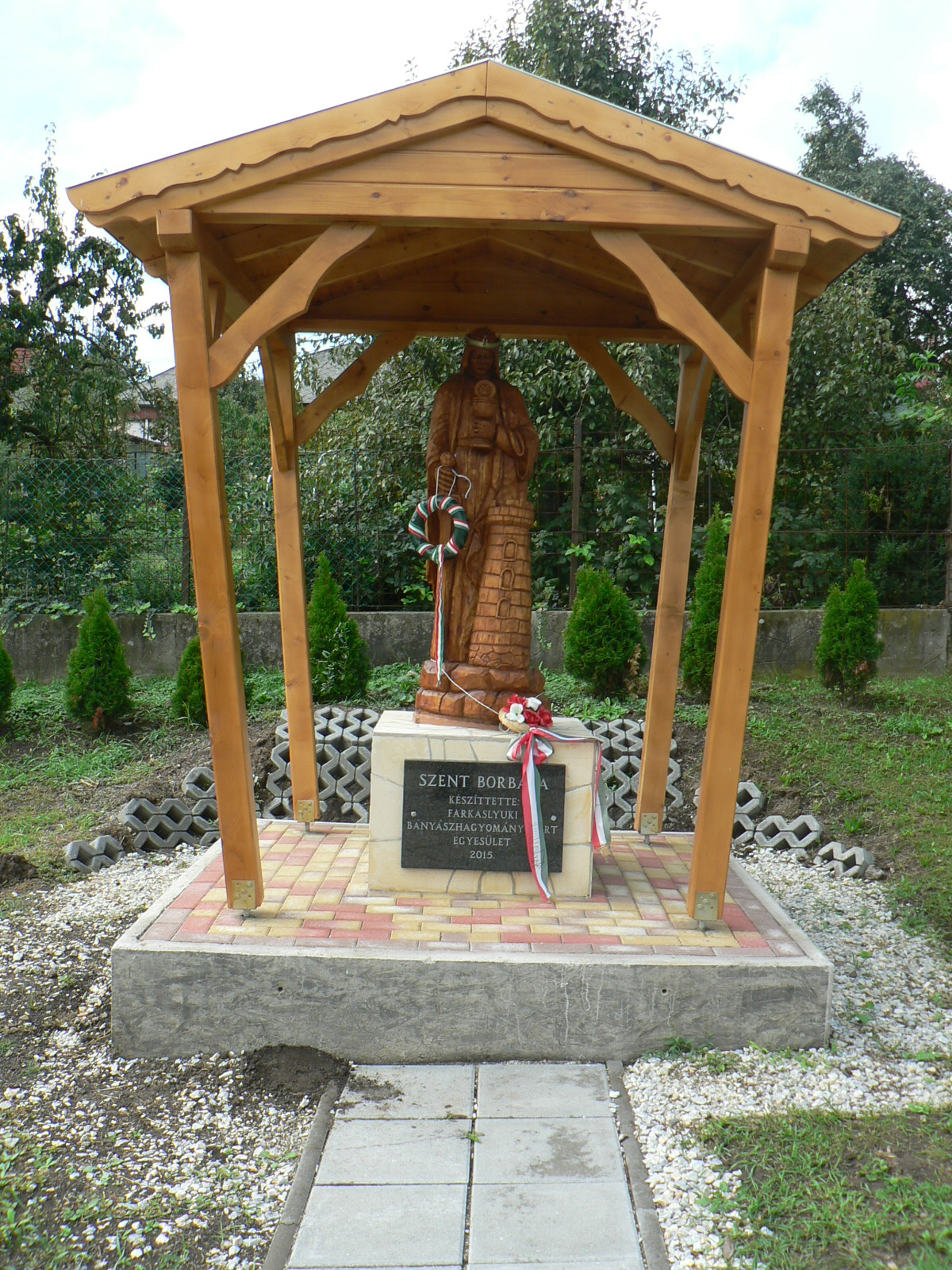
Szent-Borbála-Statue
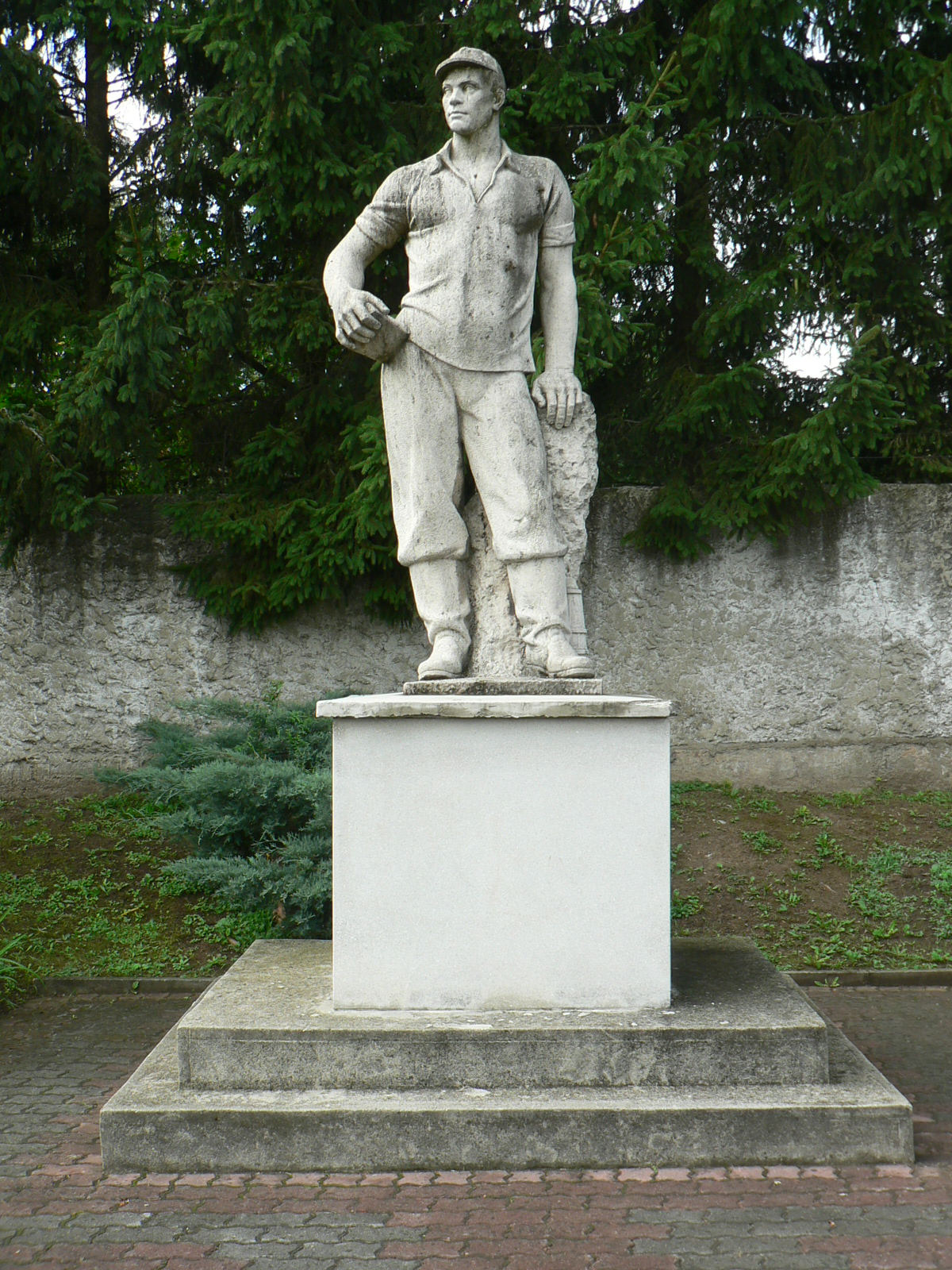
Bergarbeiter-Denkmal
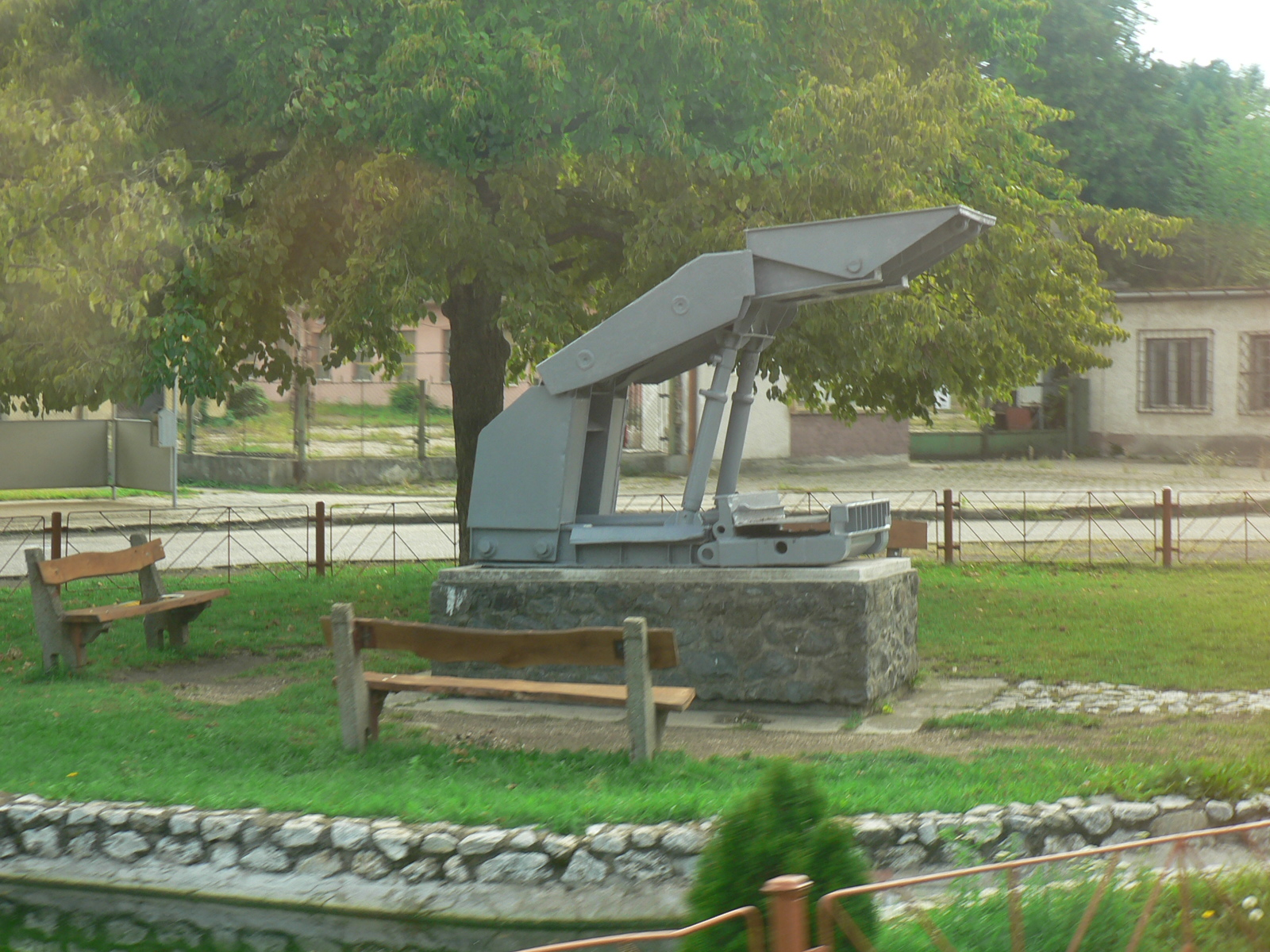
Bohrschild für den Kohleabbau
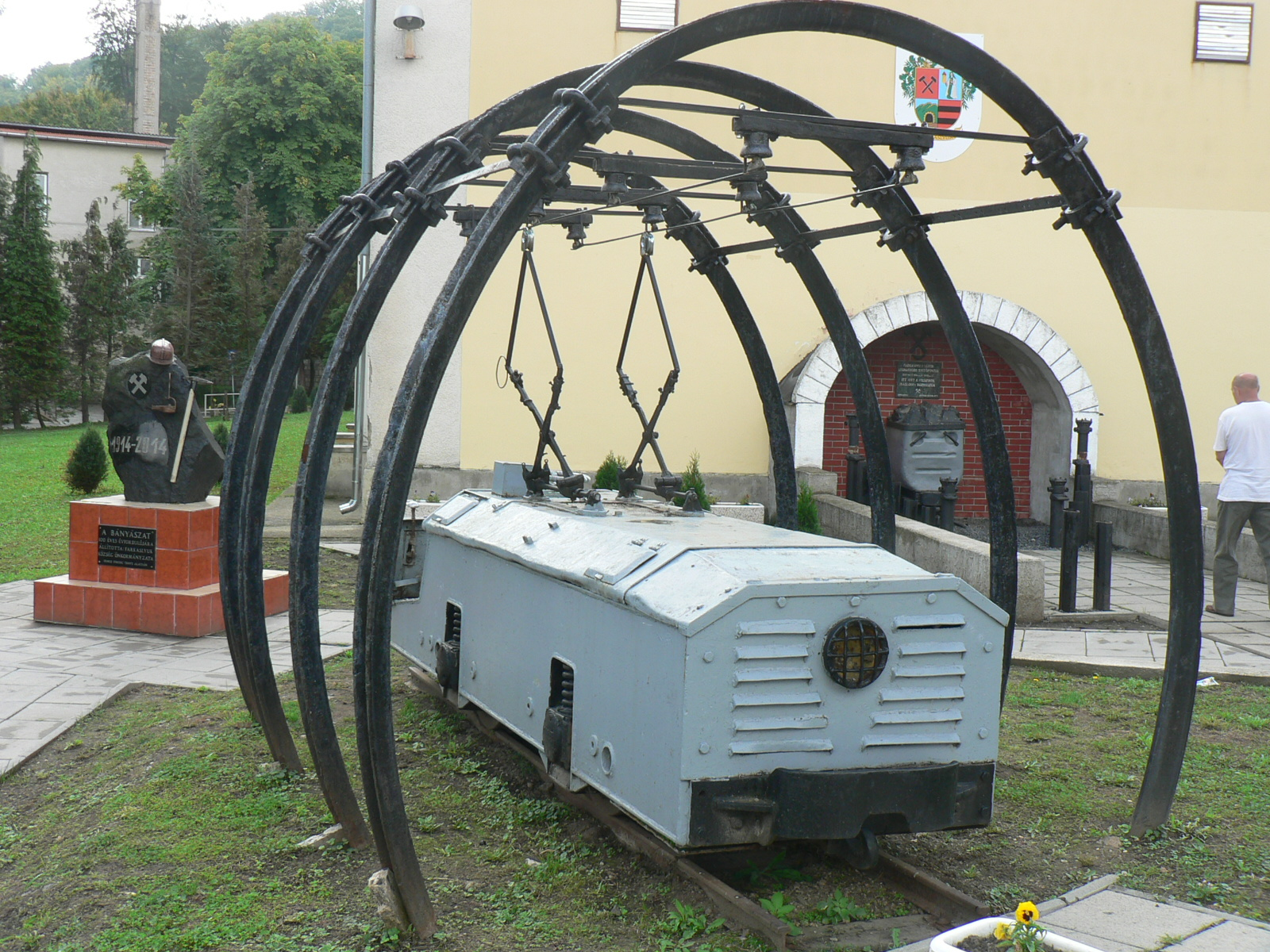
Förderwagen